# Золотой шлягер (фестиваль)
Международный музыкальный фестиваль «Золотой шлягер» — музыкальный фестиваль, проходит с 1995 года в Могилёве, Беларусь.

## История
Международный музыкальный фестиваль «Золотой шлягер» учреждён в 1995 году Министерством культуры Республики Беларусь, как фестиваль ретро-музыки, с целью сохранения лучших традиций мировой музыкальной культуры в песенном жанре.
В период с 1995 по 2002 годы являлся крупнейшим в Европе фестивалем ретро-музыки. Проводился ежегодно осенью в течение недели. Охватывал около 40 городов Белоруссии и России, с центром в городе Могилеве. После 2002 года проводится нерегулярно и в меньших масштабах.
Высокую значимость фестиваля подтверждает тот факт, что «Золотой Шлягер» принят в Международную Федерацию фестивалей FIDOF. Телевизионные трансляции концертов фестиваля осуществлялись телекомпаниями ОРТ («Первый канал» 1995—1998) и «Белтелерадио» (Беларусь).
Участниками фестиваля в разные годы были мастера эстрады бывшего СССР:  Муслим Магомаев, Юрий Богатиков, Владимир Трошин, Тамара Миансарова, Юрий Антонов, Эдуард Хиль, Мария Пахоменко, Вадим Мулерман, Ирина Бржевская, Владимир Шубарин, Ион Суручану, Владимир Спиваков с оркестром Виртуозы Москвы, Государственный ансамбль танца Игоря Моисеева, Людмила Зыкина, Эдита Пьеха, Тамара Синявская, Сергей Захаров, Валерий Ободзинский, Людмила Гурченко, Михаил Боярский, Людмила Сенчина, Олег Анофриев, Александра Пахмутова, Николай Добронравов, Валентина Толкунова, Александр Малинин, Андрей Макаревич, Александр Розенбаум, Любовь Успенская, Николай Сличенко, Ярослав Евдокимов, ВИА «Самоцветы», «Поющие гитары», группа «Доктор Ватсон», группа Стаса Намина «Цветы», Валдис Пельш, Виргилиус Норейка (Литва), Зураб Соткилава, Нани Брегвадзе, Вахтанг Кикабидзе, ансамбль «Орэра» (Грузия), ансамбль «Ялла» (Узбекистан), ансамбль «Гайя» (Азербайджан), Николай Гнатюк, трио «Маренич» (Украина), София Ротару, Надежда Чепрага (Молдова), а также зарубежные исполнители: Хелена Вондрачкова (Чехия) , Рикардо Фольи, Тото Кутуньо, Робертино Лоретти, группа «Ricchi e Poveri» (Италия), дуэт «Baccara» (Испания), группы «Eruption» и «Бони М» (Германия), группа «Uriah Heep» (Великобритания), группа «Червоны гитары» (Польша), Радмила Караклаич (Югославия), Марцела Лайферова (Словакия), Аида Ведищева (США) и многие другие.
Именно на площадках «Золотого шлягера» зрители в последний раз рукоплескали мастерам Гелене Великановой, Валерию Ободзинскому, Виктору Вуячичу, Анатолию Соловьяненко.